# Cầu Bình Ca
Cầu Bình Ca là cầu trên quốc lộ 37 bắc qua sông Lô, thuộc địa phận huyện Sơn Dương, tỉnh Tuyên Quang, Việt Nam. Nơi đây trước là bến phà và thường được gọi là bến Bình Ca.
Năm 1947, trong Chiến dịch Việt Bắc 1947, bến Bình Ca là nơi Trung đoàn Thủ Đô đã mai phục đánh quân Pháp hành quân đổ bộ trên Sông Lô. Bến Bình Ca và trận đánh này đã được nhắc đến trong bài hát Trường ca sông Lô của nhạc sĩ Văn Cao, Bến Bình Ca của Nguyễn Đình Phúc.
Kể về trận đánh tại đây, Phạm Duy đã viết trong hồi ký của ông như sau:
"...Khi mấy chiếc tàu L.S.T. chở lính Pháp chạy tới bến Bình Ca thì người lính Vệ Quốc Quân nằm chực sẵn ở trên bờ, chỉ cách tàu địch có khoảng 15 thước, nhắm bắn mục tiêu bằng cách nhìn qua lỗ súng rồi lắp đạn vào, giật giây nổ. Lúc đó có ai biết tính toạ độ hay cự ly ra sao đâu? Ở mỗi một ổ phục kích, chỉ cần bắn 1 hay 2 quả đạn vào 1 hay 2 chiếc tàu đổ bộ, thế là đủ thắng trận rồi. Bắn xong là khiêng súng chạy lên chạy xuống dọc theo con sông để rồi lại nằm ở từng khúc sông, lắp đạn bắn vào những chiếc tàu khác hoặc để giáp trận với những toán quân địch đã leo được lên bờ. Một tiểu đoàn Vệ Quốc Quân gần như nhịn ăn, nhịn uống, nhịn ngủ, đánh giặc ba bốn ngày đêm không ngưng nghỉ, trong đoàn quân không có một ai sợ chết, và rất lạ lùng là cũng không một ai bị hi sinh cả. Chỉ có một anh bị thương xoàng ở chân mà thôi..."
Sau chiến dịch, cái tên Bình Ca được đặt cho Tiểu đoàn 42, Trung đoàn Thủ Đô.
Bến Bình Ca còn được nhắc đến trong bài thơ Ta đi tới trong tập thơ Việt Bắc của Tố Hữu:
Đẹp vô cùng Tổ quốc ta ơi!
Rừng cọ đồi chè, đồng xanh ngào ngạt
Nắng chói sông Lô, hò ô tiếng hát
Chuyến phà rào rạt bến nước Bình Ca
Ngày nay, theo kế hoạch xây dựng đường Hồ Chí Minh, con đường trục nối từ Pác Bó tới Cà Mau, cầu Bình Ca là một trong các điểm mốc mà con đường này sẽ đi qua  Lưu trữ ngày 11 tháng 3 năm 2007 tại Wayback Machine.
Địa danh Bình Ca cũng nhiều lần được nhắc tới trong bài hát Sông Lô chiều cuối năm của nhạc sĩ Minh Quang:
Sông Lô chiều cuối năm,
bất chợt gặp câu hát từ bến sông xưa vọng lại,
ai về qua bến Bình Ca...
... Sông Lô chiều cuối năm,
ai tìm về bên ai, ta tìm về bên em.
Qua bến Bình Ca đứng lặng,
cây đào ngày tết sắp ra hoa,
sao người con gái ấy nơi đâu,
để lại bến sông xưa bâng khuâng một con đò...